# Fluoruro de estroncio
El fluoruro de estroncio, SrF2, también llamado difluoruro de estroncio y fluoruro de estroncio(II), es un fluoruro de estroncio. Es un sólido cristalino blanco y quebradizo. En la naturaleza, se presenta como el rarísimo mineral estronciofluorita.

## Preparación
El fluoruro de estroncio se prepara por la acción del ácido fluorhídrico sobre el carbonato de estroncio.

## Estructura
El sólido adopta la estructura de la fluorita. En fase vapor, la molécula de SrF2 no es lineal, con un ángulo F-Sr-F de aproximadamente 120°, lo que constituye una excepción a la teoría VSEPR, que predeciría una estructura lineal. Se han citado cálculos ab initio para proponer que las contribuciones de los orbitales d en la corteza por debajo de la corteza de valencia son las responsables.Otra propuesta es que la polarización del núcleo de electrones del átomo de estroncio crea una distribución de carga aproximadamente tetraédrica que interactúa con los enlaces Sr-F.

## Propiedades
Es casi insoluble en agua (su valor Ksp es de aproximadamente 2,0x10-10 a 25 grados Celsius).
Irrita los ojos y la piel, y es nocivo por inhalación o ingestión.
Al igual que el CaF2 y el BaF2, el SrF2 presenta conductividad superiónica a temperaturas elevadas.
El fluoruro de estroncio es transparente a la luz en las longitudes de onda que van del ultravioleta de vacío (150 nm) al infrarrojo (11 µm). Sus propiedades ópticas son intermedias a las del fluoruro de calcio y el fluoruro de bario.

## Usos
El fluoruro de estroncio se utiliza como material óptico para una pequeña gama de aplicaciones especiales, por ejemplo, como revestimiento óptico en lentes y también como cristal termoluminiscente para dosímetros.
Otro uso es como portador del radioisótopo estroncio-90 en generadores termoeléctricos de radioisótopos.